# Ceratium tenuissimum
Ceratium tenuissimum is een soort in de taxonomische indeling van de Myzozoa, een stam van microscopische parasitaire dieren. Het organisme komt uit het geslacht Ceratium en behoort tot de familie Ceratiaceae. Ceratium tenuissimum werd in 1902 ontdekt door Gran.